# Orbexilum stipulatum
Orbexilum stipulatum е вид цъфтящо растение от семейство Бобови (Fabaceae). От 1881 г. насам не са намерени живи екземпляри и се предполага, че вида е изчезнал.

## Разпространение
Видът е бил разпространен в района на водопадите на Охайо в САЩ.